# ساده‌لوحی از پادوکا
ساده‌لوحی از پادوکا (انگلیسی: Palooka from Paducah) یک فیلم کوتاه کمدی به کارگردانی چارلز لمانت است که در سال ۱۹۳۵ منتشر شد.

## گزیدهٔ بازیگران
- باستر کیتون
- جو کیتون
- مایرا کیتون
- دوئی رابینسون
- بول مونتانا